# Das Recht zu lieben
Das Recht zu lieben ist eine brasilianische Telenovela, die 1987 und 1988 produziert wurde.

## Beschreibung
Die Handlung setzt beim Silvesterball im Jahre 1899 ein. Die junge Rosalia Medeiros verliebt sich in den maskierten jungen Arzt Adriano de Montserrat. Ihre Eltern haben sie jedoch aus finanzieller Not bereits einem anderen Mann, dem skrupellosen Bankier Francisco de Montserrat, versprochen. Er ist angeblich der Vater des jungen Arztes Adriano. Nun kämpfen die beiden Liebenden um ihr Glück, während es erstmals zu einem Streik der Arbeiter in Rio de Janeiro kommt. Schulter an Schulter mit den Intellektuellen der Stadt kämpft das Volk gegen Unterdrückung und soziale Ungerechtigkeit. Durch den Versuch, dessen dunkle Vergangenheit aufzudecken, überwirft sich Adriano mit seinem Vater. Es droht ein Kampf zwischen ihnen um Rosalia. Zusammen mit Rosalia und seinem väterlichen Freund Doktor Ramos gelingt es Adriano schließlich, ein Geheimnis zu lüften, das seinem Leben eine Wendung gibt.

## Besonderheiten
Lauro Corona konnte den Erfolg der Telenovela nicht mehr erleben, da er im Alter von 32 Jahren an AIDS starb. Er war einer der größten Stars der 80er Jahre in Brasilien.

## Sendeplätze der Telenovela
Die halbstündige Serie aus Brasilien lief montags bis donnerstags um 16.03 Uhr im Ersten, danach ab dem 14. Oktober 1991 immer montags bis freitags um 11.50 Uhr bei West 3. Bis 1998 lief sie bei DF1 auf Herz & Co.